# (156542) Hogg
(156542) Hogg est un astéroïde de la ceinture principale.

## Description
(156542) Hogg est un astéroïde de la ceinture principale. Il fut découvert le 13 février 2002 à l'observatoire d'Apache Point par le programme Sloan Digital Sky Survey. Il présente une orbite caractérisée par un demi-grand axe de 2,85 UA, une excentricité de 0,03 et une inclinaison de 1,3° par rapport à l'écliptique.

## Compléments